# 야시마역 (가가와현)
야시마역(일본어: 屋島駅)은 일본 가가와현 다카마쓰시에 위치한 시코쿠 여객철도 고토쿠 선의 철도역이다. 역 번호는 T23이며, 단선 · 섬식의 형태를 합친 2면 3선 구조의 복합 승강장을 갖춘 지상역이다.

## 타는 곳
| 1     | ■ 고토쿠 선 | 하행 | 시도 · 산본마쓰 · 도쿠시마 방면 |
| 1     | ■ 고토쿠 선 | 상행 | 리쓰린 · 다카마쓰 방면          |
| 2 · 3 | ■ 고토쿠 선 | 상행 | 리쓰린 · 다카마쓰 방면          |

## 이용 현황
| 승차 인원 추이 | 승차 인원 추이 |
| 연도           | 1일 평균       |
| -------------- | -------------- |
| 2000           | 852            |
| 2001           | 795            |
| 2002           | 762            |
| 2003           | 757            |
| 2004           | 756            |
| 2005           | 685            |
| 2006           | 699            |
| 2007           | 690            |
| 2008           | 698            |
| 2009           | 693            |
| 2010           | 693            |
| 2011           | 687            |

## 역 주변
- 다카마쓰 고토히라 전기 철도 시도 선 고토덴야시마 역 · 후루타카마쓰 역
- 야시마 섬
- 국도 제11호선

## 인접 역
| 시코쿠 여객철도           | 시코쿠 여객철도 | 시코쿠 여객철도                       |
| ------------------------- | --------------- | ------------------------------------- |
| T 25 리쓰린 오카야마 방면 | 특급 '우즈시오' | 시도 T 19 도쿠시마 방면               |
| T 24 기타초 다카마쓰 방면 | 보통            | 후루타카마쓰미나미 T 22 도쿠시마 방면 |